# Austrodecus conifer
Austrodecus conifer är en havsspindelart som beskrevs av Stock, J.H. 1991. Austrodecus conifer ingår i släktet Austrodecus och familjen Austrodecidae. Inga underarter finns listade.